# Intacto
Intacto és el primer llargmetratge dirigit el 2001 per Juan Carlos Fresnadillo, autor del curtmetratge Esposados amb el qual va aconseguir 40 premis i va ser candidat a l'Oscar al millor curtmetratge de ficció el 1997.

## Argument
Federico (Eusebio Poncela) un veritable especialista a descobrir a persones tocades amb el do de la sort que no pansa per un bon moment de la seva vida després de perdre el treball que tenia en un casino a les ordres de Sam ‘El Jueu’ (Max Von Sydow), supervivent de l'Holocaust, i que aquest li arrabassés la seva fortuna. Ara, els seus desitjos se centrar-se en venjar-se d'aquest sinistre personatge i per a això comptarà amb la complicitat -de vegades involuntària- de Tomás (Leonardo Sbaraglia), un atracador de bancs, únic supervivent d'un accident aeri i en el qual Federico creu percebre les facultats que en ell han desaparegut. En aquesta intricada trama també s'implica una agent de la Policia (Mònica López) que persegueix al lladre i també tracta d'expiar una culpa del seu passat que l'atemoreix.

## Repartiment
- Leonardo Sbaraglia (Tomás)
- Eusebio Poncela (Federico)
- Mónica López (Sara)
- Antonio Dechent (Alejandro)
- Max von Sydow (Sam)
- Guillermo Toledo (Horacio)
- Paz Gómez (Ana)
- Luis Mesonero (Gerard)

## Rebuda
- "Una obra densa i gairebé obsessiva en el temàtic que, armada fins a les dents d'argúcies argumentals, transcendeix la seva naturalesa cerebral, la seva sensibilitat algebraica, aconseguint finalment mantenir-te esbalaeixo, embullat en la seva magníficament elaborada anècdota."[2]
- "Emocionant thriller fantàstic, sòlid i amb una bona realització tècnica, transmet una confiança i una desimboltura que no s'havia vist al cinema espanyol des de 'Tesi' d'Alejandro Amenábar"[3]
- Rotten Tomatoes puntua Intacto amb un 72 % i assenyala que el seu argument és original."[4] Metacritic li dona un 59/100, indicant critiques mixtes.[5]